# Arthur Rosenheim
Arthur Rosenheim (17 août 1865 - 21 mars 1942) est un chimiste allemand. Ses principaux travaux portent sur les heteropolymetalates (en), les colloïdes et la chimie des ions complexes.

## Biographie
Rosenheim est né à New York du banquier William et de sa femme Maria Hallgarten. Il grandit à Berlin à partir de 1873 et sort diplômé du Wilhelms-Gymnasium en 1884. Il étudie à l'Université de Heidelberg et plus tard aux universités de Munich et de Berlin, sous la direction de Carl Rammelsberg, recevant un doctorat en 1888 avec une thèse sur l'acide vanadium tungstique. Après des études d'électrochimie à Munich, il devient assistant à l'Institut chimique de Berlin. Il fonde ensuite un laboratoire privé avec Carl Friedheim, puis travaille avec Richard Joseph Meyer. Parmi les autres scientifiques du laboratoire figurait la chimiste pionnière Elsa Neumann. En 1906, il devient professeur agrégé de chimie physique à l'Université de Berlin. En 1912, il fait breveter un procédé de fabrication d'acide hypophosphorique. En 1921, il devient professeur titulaire et est également vice-président de la Société allemande de chimie. Il est renvoyé de l'université et également à la demande de Heinrich Hörlein  de la Chemical Society en 1933 en raison de son origine juive,. Un cousin, Friedrich Hallgarten, devient également chimiste. Il a comme étudiants Otto Liebknecht et Gerhart Jander, leurs travaux principaux portant sur les hétéropolymétalates,,.